# Ananas bracteatus
Ananas bracteatus är en gräsväxtart som först beskrevs av John Lindley, och fick sitt nu gällande namn av Schult. och Julius Hermann Schultes. Ananas bracteatus ingår i släktet Ananas och familjen Bromeliaceae. Inga underarter finns listade i Catalogue of Life.

## Bildgalleri

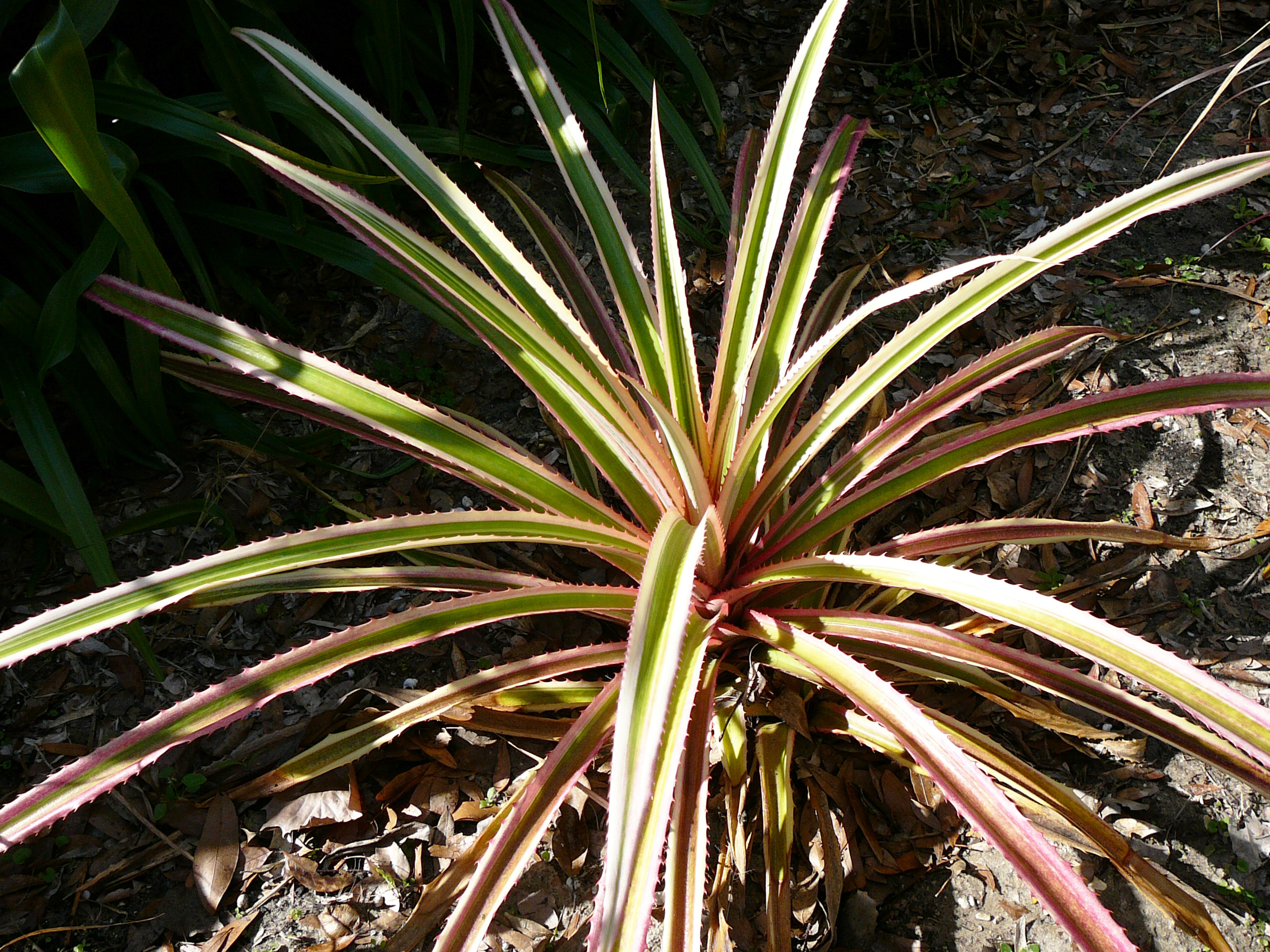
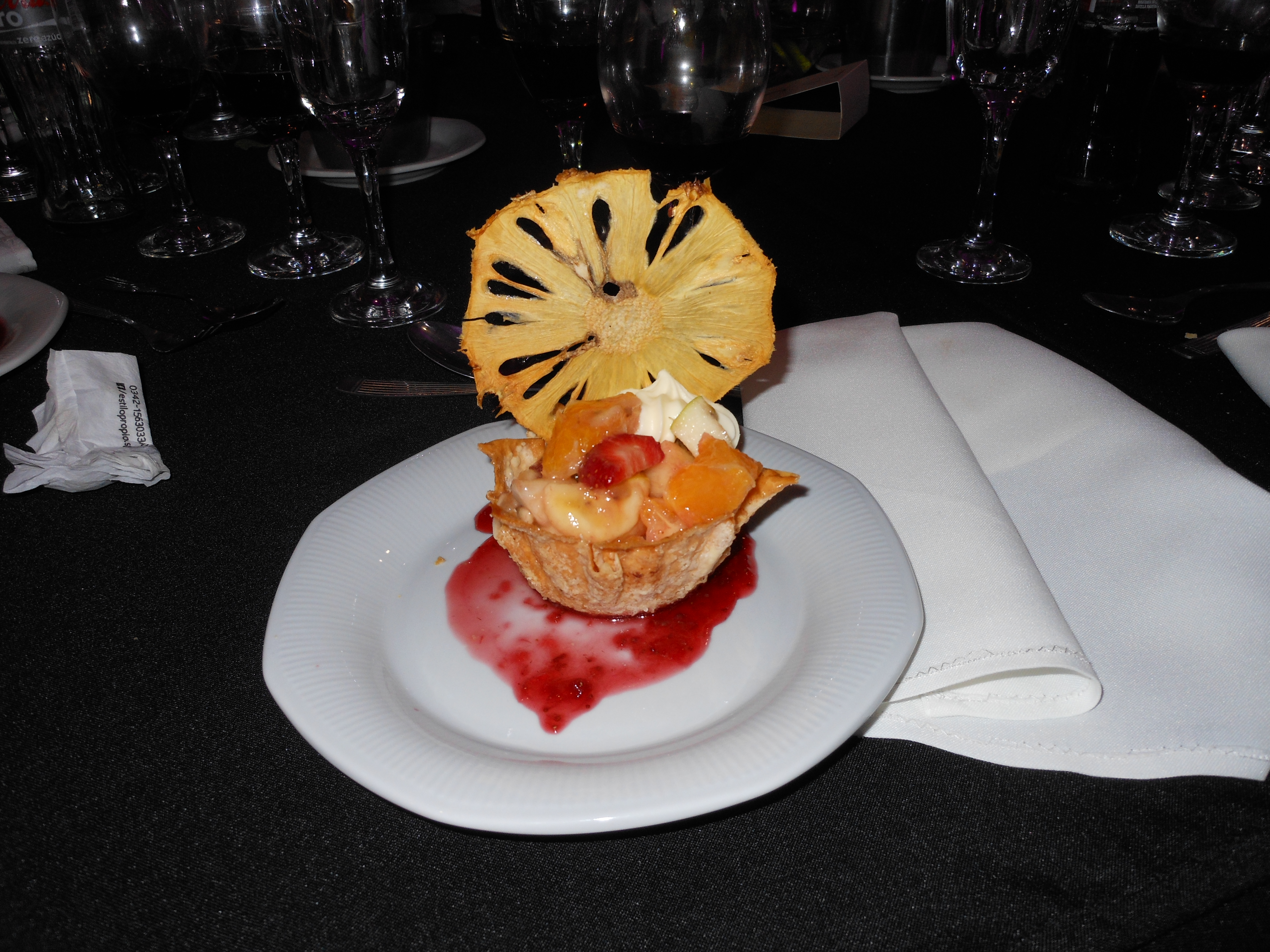
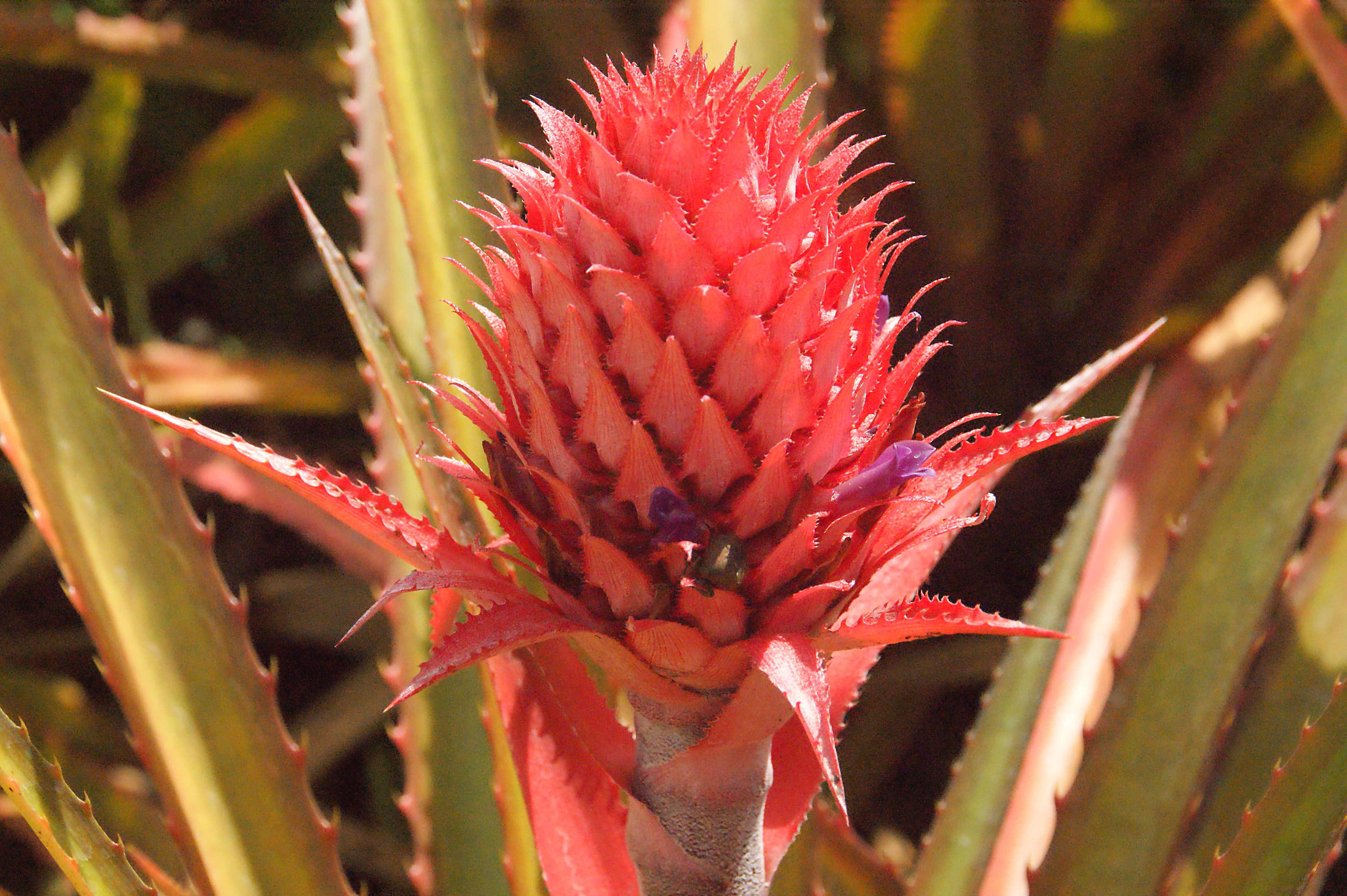
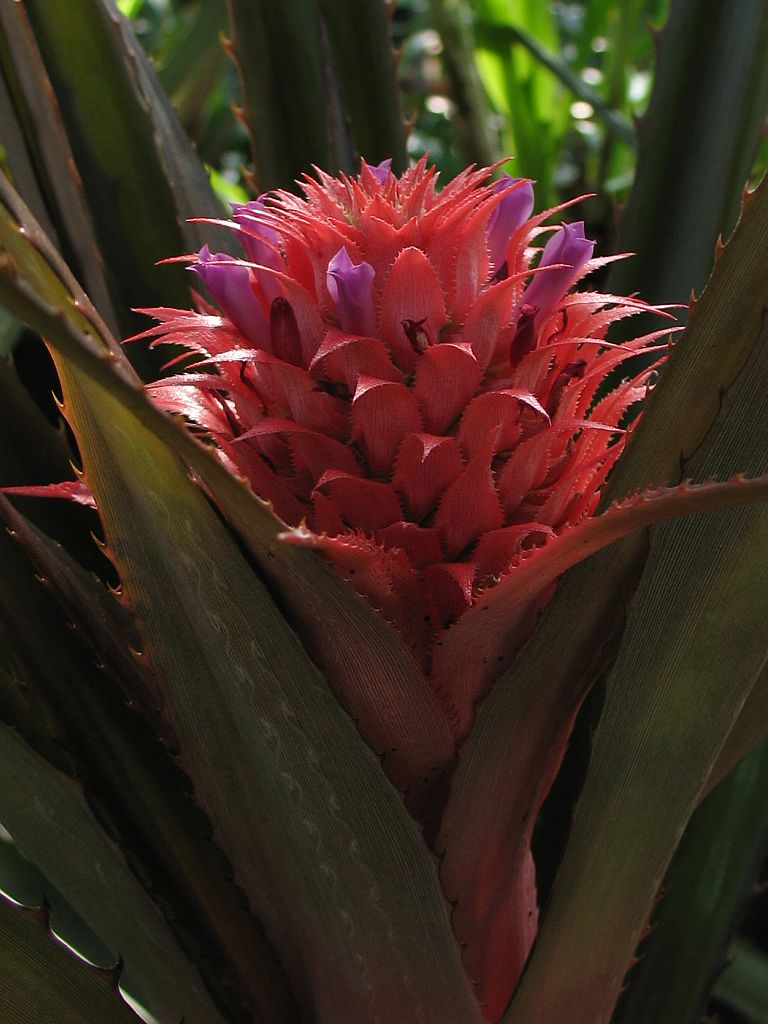
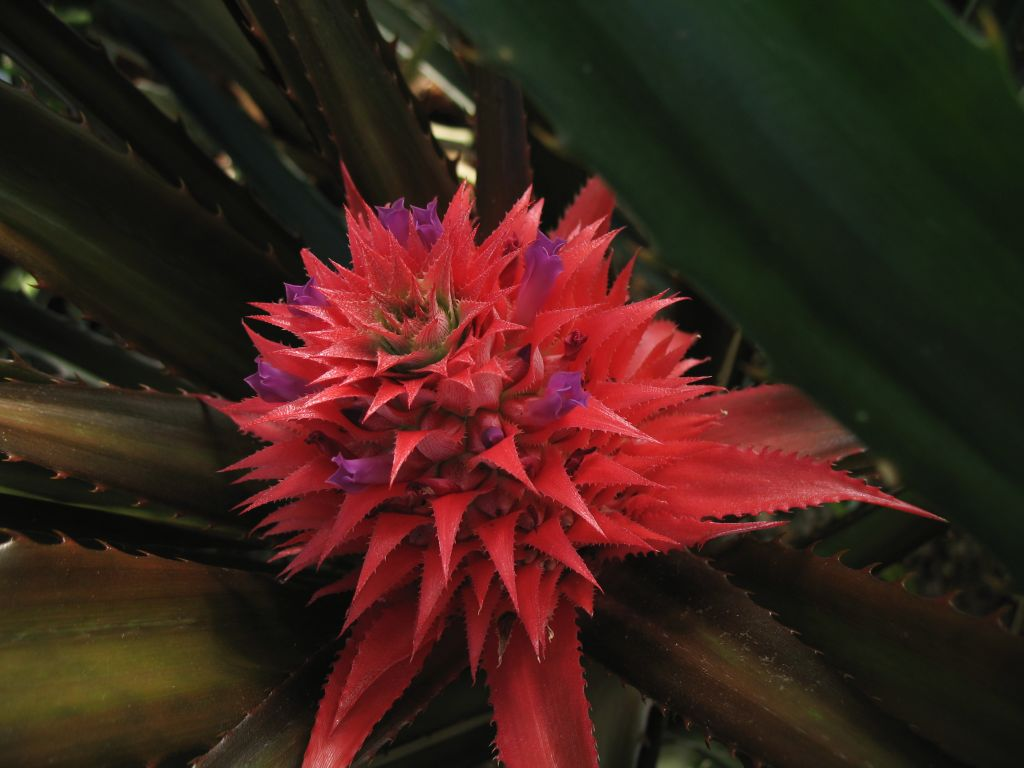